# 莫拉 (上加龙省)
莫拉（法語：Molas）是法国上加龙省的一个市镇，属于圣戈当区（Saint-Gaudens）多东地区利斯尔县（L' Isle-en-Dodon）。该市镇总面积10.43平方公里，2009年时的人口为161人。

## 人口
莫拉人口变化图示